# Letiště Benátky Marco Polo
Letiště Benátky Marco Polo (IATA: VCE, ICAO: LIPZ) je mezinárodní letiště obsluhující italské město Benátky. Díky oblíbenosti Benátek jako turistické destinace sem létají pravidelné i sezónní lety z Evropy, Severní Ameriky a Středního Východu. Nachází se u vesnice Tessera, 8 kilometrů od města Mestre a vzdušně (přes vodu) 7,5 kilometrů od centra Benátek. Je křtěné po cestovateli Marcu Polovi. Slouží jako letecká základna společnostem Volotea a easyJet. Má dvě rovnoběžné ranveje o délkách 2 780 a 3 300 metrů. V roce 2016 toto letiště přepravilo 9 624 748 cestujících, při více než 90 000 pohybech letadel, v tomto roce se jednalo o páté nejrušnější letiště v zemi.
Toto letiště je s Benátkami propojené autobusem, jezdí zde také vodní přívozy.

## Praha
V roce 2017 z Benátek na pražské letiště Václava Havla létaly tři letecké společnosti:
| Letecká společnost | Frekvence týdně | Typ linky  |
| ------------------ | --------------- | ---------- |
| České aerolinie    | 7               | pravidelná |
| easyJet            | 3               | pravidelná |
| Volotea            | 2               | sezónní    |